# Kentarō Hori
Kentarō Hori (jap. 堀 健太朗, Hori Kentarō) ist ein japanischer theoretischer Physiker, der sich mit Stringtheorie und der dahinterliegenden Mathematik befasst. Er ist Professor und Principal Investigator am Kavli-Institut in Tokio.

## Leben
Vorher war er an der University of California, Berkeley und Professor an der Universität Toronto. Er wurde 1994 an der Universität Tokio promoviert (On Global Aspects Of Gauged Wess-Zumino-Witten Model). Als Post-Doktorand war er bei Hirosi Ooguri am Caltech. 2002 war er Mitglied am Institute for Advanced Study (und 2004 und 2008 Gast).
2000 veröffentlichte er mit Cumrun Vafa einen neuen Beweis der Spiegelsymmetrie von Calabi-Yau-Mannigfaltigkeiten über die Dualität zweidimensionaler quantisierter Eichtheorien. Diese Verbindung von Spiegelsymmetrien mit T-Dualität wurde zuerst von Andrew Strominger, Shing-Tung Yau und Eric Zaslow 1996 vermutet.
Hori und Vafa untersuchten auch Spiegelsymmetrie bei Mannigfaltigkeiten, die nicht Calabi-Yau-Mannigfaltigkeiten sind (Fano-Varietäten).
Er befasst sich auch allgemein mit Kompaktifizierung von Superstrings und der Frage welche Theorien dabei zu minimaler Supersymmetrie in vier Raumzeit-Dimensionen führen.
2002 war er eingeladener Sprecher auf dem Internationalen Mathematikerkongress in Peking (Mirror Symmetry and Quantum Geometry).

## Schriften
- mit Sheldon Katz, Albrecht Klemm, Rahul Pandharipande, Richard Thomas, Cumrun Vafa, Ravi Vakil, Eric Zaslow: Mirror symmetry (= Clay Mathematics Monographs. Vol. 1). American Mathematical Society, 2003.